# 해리성 둔주
해리성 둔주(解離性遁走, 영어: dissociative fugue) 혹은 공식적으로는 둔주 상태(fugue state) 혹은 심인적 둔주(psychogenic fugue)란, 정신 질환(mental disorder)이자  행동 장애(behavioral disorder)로, 질병분류학(nosology) 상으로 해리성 장애(dissociative disorder), 전환 장애(conversion disorder), 신체형통증장애(somatic symptom disorder)로 분류된다. 해리성 둔주는 한 개인의 정체성에 대한 가역적 기억상실(reversible amnesia)이라는 드문 정신의학적 현상을 특징으로 한다. 여기에는 기억, 성격(personality), 개성(individuality)에 관한 기타 특이성(identifying characteristics)을 포함한다. 해리성 둔주는 수일, 수개월, 혹은 그 이상 지속된다. 해리성 둔주는 보통 무계획적인 여행이나 떠돌아다니는 형태를 보이며, 새로운 정체성 수립이 수반되기도 한다.  정신질환 진단 및 통계 편람(Diagnostic and Statistical Manual of Mental Disorders) 제5판인 DSM-5에 의하면, 해리성 기억상실(dissociative amnesia)의 한 단면이기도 하다.
해리성 둔주로부터 회복된 이후, 이전의 기억은 온전한 채로 돌아오며, 추가 치료는 불필요하다. 향정신성 약물(psychotropic substance) 섭취, 물리적 외상, 일반적 의학적 증상, 해리성 정체성 장애(dissociative identity disorder), 섬망(delirium),  치매(dementia)와 관련되어 있을 경우,  둔주의 한 삽화는 정신 질환의 원인으로 꼽히지 않는다. 둔주는 연쇄적 장기적 트라우마 삽화(long-term traumatic episode)들에 의해 촉진된다. 이는 유년기 성적 학대의 기억을 해리시키는 것을 익힌 피해자들에게 흔히 보인다. 이는 해리성 기억상실(dissociative amnesia)과 관련 있다.

## 징후 및 증상
해리성 둔주의 증상은 경증 혼란(mild confusion)이며, 둔주가 사라지면 우울, 슬픔, 수치, 불편감이 찾아올 수 있다. 또한 둔주후분노(post-fugue anger)도 있다. 또다른 증상으로는 개인의 정체성 상실이 있다.
해리성 둔주는 세 가지 유형으로 구분된다(세상 지식에 대한 기억은 보존된다).
1. 개인의 역사에 대한 기억이 상실되고 정체성 변화와 다른 주거지로의 이동을 수반한다.
2. 개인적 정체성에서의 상실에 수반되는 기억상실을 포함한다.
3. 어린 시절의 자기 자신으로 돌아간다.

## 원인
충격적인 사건이나 심각한 스트레스가 주 원인으로 설명되고 있다.

## 진단
정체성 혼란을 겪거나 과거에 대하여 기억이 가물가물하거나 여러 갈등이 새로운 정체성 혹은 정채성 결여와 대립할 때, 의사는 해리성 둔주를 의심한다. 기억상실(memory loss)의 원인이 되거나 이를 야기하는 물리적 장애(physical disorder)를 배제시키고자, 의사는 증상을 평가하고 의학적 검토를 시행한다.
둔주 이전의 정체성으로 돌아올 때까지 해리성 둔주가 진단되지 않을 수 있다. 또한 시간 낭비(lost time)라고 인지하기도 하면서, 스스로가 익숙지 못한 환경에 처해있다는 것을 알아차리고 괴로울 수 있다. 진단은 의사가 내력을 검토하고 집을 떠나거나 여행, 대체적인 삶의 수립이 있기 전의 주변 환경을 기술한 정보를 수집할 때, 소급 진단이 내려지는 것이 보통이다.
기능적 기억상실(functional amnesia)은 상황 특정적일 수도 있어, 트라우마나 폭행 경험의 여러 형태에 따라 다양하며, 일부는 특정 트라우마에 대한 심각한 기억 상실을 경험하기도 한다. 살인을 저지르거나 강간이나 고문과 같은 강력 범죄를 저질렀을 때, 폭행에 대항하여 싸우거나, 자살을 시도하거나, 교통사고나 자연 재해를 겪을 때, 상황 특정적 기억상실을 유도했다(Arrigo & Pezdek, 1997; Kopelman, 2002a). 그러나 2002년 코플만(Kopelman)의 첫번째 연구는 법적 재정적 이유로 기억 상실을 가장하는 강제적 동기가 있을 때, 심인적 기억상실(psychogenic amnesia) 사례를 해석하는데 있어 주의가 필요하다고 지적한다. 그러나 일부 심인성 기억상실의 부분이 이러한 삭으로 경험될 수 있지만, 실제 사례가 드물지는 않다는 것이 보통의 인지이다. 전반적 기억상실(global amnesia)과 상황특정적 기억상실 모두 새로운 기억과 경험을 축적하는 능력이 되돌아 온다는 점에서 기질성 기억상실 증후군(organic amnesic syndrome)과는 구분된다. 이러한 경우에 있어 보이는 기억 상실의 섬세하고 극적인 특성인 경우, 정체성과 내력의 회복을 돕는 협력적 노력이 수반된다. 이는 환자들이 특정 단서를 마주칠 때 자발적으로 치유되게 하기도 한다.
- 갑자기 가정이나 직장을 떠나 예정에 없는 여행을 하며, 자신의 과거를 기억하지 못한다.
- 개인적 정체성의 혼란, 혹은 새로운 정체성을 가짐(부분적 또는 전체적).
- 장애는 해리성 정체감 장애 동안에 일어나지 않는 것이며, 물질의 직접적 생리작용에 의하거나, 혹은 다른 일반 의학적 상태(예: 측두엽 뇌전증)에 의한 것이 아니다.
- 증상이 일반적으로 심각한 불편을 야기하거나 사회적, 직업적 또는 다른 중요한 기능에 장애를 야기시킨다.

### 정의
해리성 둔주의 원인은 해리성 기억상실(dissociative amnesia, 혹은 심인성 기억상실)(Code 300.12 of the DSM-IV codes)이다. 이는 다른 여러 하위유형이 있다. 선택적 기억상실(selective amnesia), 일반적 기억상실(generalized amnesia), 지속적 기억상실(continuous amnesia), 체계적 기억상실(systematized amnesia) 등이 있으며, 추가적으로 "해리성 둔주(dissociative fugue)"의 하위유형이 있다.
일반적으로 흔히 기억상실이라고 지칭하는 것으로 뇌손상 이전 사건에 대하여 망각하였을 때 발생하는 역행적 기억상실(retrograde amnesia)과는 달리, 해리성 기억상실은 약물 남용(a drug of abuse, a medication, DSM-IV Codes 291.1 & 292.83)과 같은 물질의 직접적인 생리학적 효과, 신경학적 증상, 혹은 두부 외상에 의한 기억상실(amnestic disorder due to a head trauma, DSM-IV Code 294.0)과 같은 기타 일반 의학 증상 때문이 아니다. 이는 복잡한 신경심리학적 과정이다.
해리성 둔주를 겪는 사람은 이전 트라우마를 떠올리게 하는 사건이나 사람이 재현되는 것을 겪으면서, 무장형 성격(armoring personality) 혹은 방어적 성격이  상황에 대한 논리적 이해로 인해 나타난다.
따라서 '둔주 상태'라는 말은 '해리성 둔주'라는 말과 미묘하게 다르다. 둔주 상태는 움직임(motion)의 정도가 보가 크게 반영되어 있다. 따라서, 이 글의 의도상, 둔주 상태는 해리성 둔주를 실행할 때 발생한다.
해리성 둔주에 대해 DSM-IV 는 다음과 같이 정의한다.
- 집이나 직장을 떠나 갑작스럽고 기대치 못한 여행을 하거나, 과거를 상기시키지 못하는 능력

- 개인적 정체성에 대한 혼란 혹은 새로운 정체성으로의 가장

- 중대한 불안이나 지장

머크 매뉴얼(Merck Manual)은 다음과 같이 정의한다.
갑작스럽고 예기치 못하지만 목적성 있는, 집을 떠나는 여행과 함께 과거의 일부 혹은 전부를 상기시키는 능력의 상실, 혹은 정체성 상실이나 새로운 정체성 형성이 발생하는 한 개 이상의 기억상실 삽화
이러한 정의에 뒷받침하고자 머크 매뉴얼Merck Manual 은 다음과 같이 해리성 기억상실을  정의한다.
일반적으로 외상성 혹은 스트레스성 성격이 담긴 중요한 개인 정보를 상기시키는 능력이 상실됨, 이는 일반적인 건망증(forgetfulness)으로 정의하기에는 너무 광범위함

## 예후
DSM-IV-TR은 둔주가 수일에서 수개월 지속되며 보통은 회복이 빠르다고 기술한다. 그러나 일부 경우는 치료가 함들다. 보통 한 사람 당 하나의 삽화만이 있다.

## 같이 보기
- 해리성 정체성 장애

## 참고 문헌
- 이상심리학 해리장애[쪽 번호 필요]